# Теніс на літніх Олімпійських іграх 1984
На літніх Олімпійських іграх 1984 в Лос-Анджелесі (Каліфорнія, США) після 16-річної перерви, вдруге за останні 60 років, теніс повернувся в програму літніх Олімпійських ігор як показовий вид спорту. Змагання відбулися тільки в одиночному розряді на відкритих твердих кортах Лос-Анджелеського тенісного центру в Університеті Каліфорнії в Лос-Анджелесі. Змагалися 32 чоловіки і 32 жінки не старші 21 року. 

## Результати
| Дисципліна                 | 1-ше місце                      | 2-ге місце                  | 3-тє місце               |
| -------------------------- | ------------------------------- | --------------------------- | ------------------------ |
| Чоловічий одиночний турнір | Стефан Едберг · Швеція          | Франсіско Масьєль · Мексика | Джиммі Аріес · США       |
| Чоловічий одиночний турнір | Стефан Едберг · Швеція          | Франсіско Масьєль · Мексика | Паоло Кане · Італія      |
| Жіночий одиночний турнір   | Штеффі Граф · Західна Німеччина | Сабрина Голеш · Югославія   | Раффаелла Реджі · Італія |
| Жіночий одиночний турнір   | Штеффі Граф · Західна Німеччина | Сабрина Голеш · Югославія   | Катрін Танв'є · Франція  |